# 卡扎蘇鄉
45°17′N 27°54′E / 45.283°N 27.900°E
卡扎蘇鄉（羅馬尼亞語：Comuna Cazasu, Brăila），是羅馬尼亞的鄉份，位於該國東南部，由布勒伊拉縣負責管轄，面積27平方公里，海拔高度13米，2007年人口3,145，人口密度每平方公里117人。